# Allium bigelowii
Allium bigelowii är en amaryllisväxtart som beskrevs av Sereno Watson. Allium bigelowii ingår i släktet lökar, och familjen amaryllisväxter. Inga underarter finns listade i Catalogue of Life.